# John Russell Hind
John Russell Hind (Nottingham, 12. svibnja 1823. – Twickenham, 23. prosinca 1895.), bio je engleski astronom. 
Rodio se je 1823. u Nottinghamu. Sa 17 godina je otišao u London, gdje se je školovao za inženjera. Uz pomoć Charlesa Wheatstonea je napustio tu struku i otišao raditi u Kraljevski opservatorij u Greenwichu kod Georgea Biddella Airya.  Ondje je boravio od 1840. do 1844. godine. Za to je vrijeme naslijedio W. R. Dawesa kao ravnatelj privatne promatračnice Georgea Bishopa. 1853. je godine postao nadintendent Nautical Almanaca, što je bio sve do 1891. godine.
Otkrio je deset asteroida. To su 7 Iris, 8 Flora, 12 Victoria, 14 Irene, 18 Melpomene, 19 Fortuna, 22 Kalliope, 23 Thalia, 27 Euterpe, 30 Urania. Otkrio je promjenljive zvijezde R Leporis, U Geminorum, T Tauri te promjenljivost μ Cephei. Otkrio je Novu Ophiuchi 1848 (V841 Ophiuchi), prvu novu suvremena doba (od supernove SN 1604).
Umro je 1895. u Twickenhamu. Bio je oženjen s Fanny Fuller, s kojom je imao šestero djece.
Njemu u čast se zovu mjesečev krater Hind, asteroid 1897 Hind, komete C/1847 C1 (Hindova kometa) i C/1846 O1 (kometa de Vico-Hind).